# Industrie minière au Suriname
L'industrie minière au Suriname est l'une des principales activités économiques du pays, et représente plus d'un tiers du PIB et des revenus du gouvernement.

## Historique
Le Suriname exploite ses ressources minières depuis le début du XXe siècle. Selon Henk Naarendorp, entrepreneur local et ancien président de la Chambre de commerce et d’industrie du Suriname, c’est essentiellement la bauxite qui a fait passer le pays d’une économie agricole à une économie industrielle. 
Avant d'accéder à l'indépendance en 1975, ce pays s'appelait auparavant « Guyane néerlandaise », et la majeure partie de ses ressources était exploitée et exportée par la puissance coloniale, les Pays-Bas. 
Les ressources en bauxite du Suriname ont été largement exploitées avant l'indépendance du pays. Selon une étude effectuée après 2017, les réserves en bauxite s'épuiseraient, au rythme actuel, vers 2032. D'importantes découvertes de pétrole au début de l'année 2020 ont été effectuées dans les eaux territoriales du Suriname et sont considérées comme « très prometteuses » par les compagnies privées qui explorent la région.

## Panorama des ressources actuelles

### La bauxite

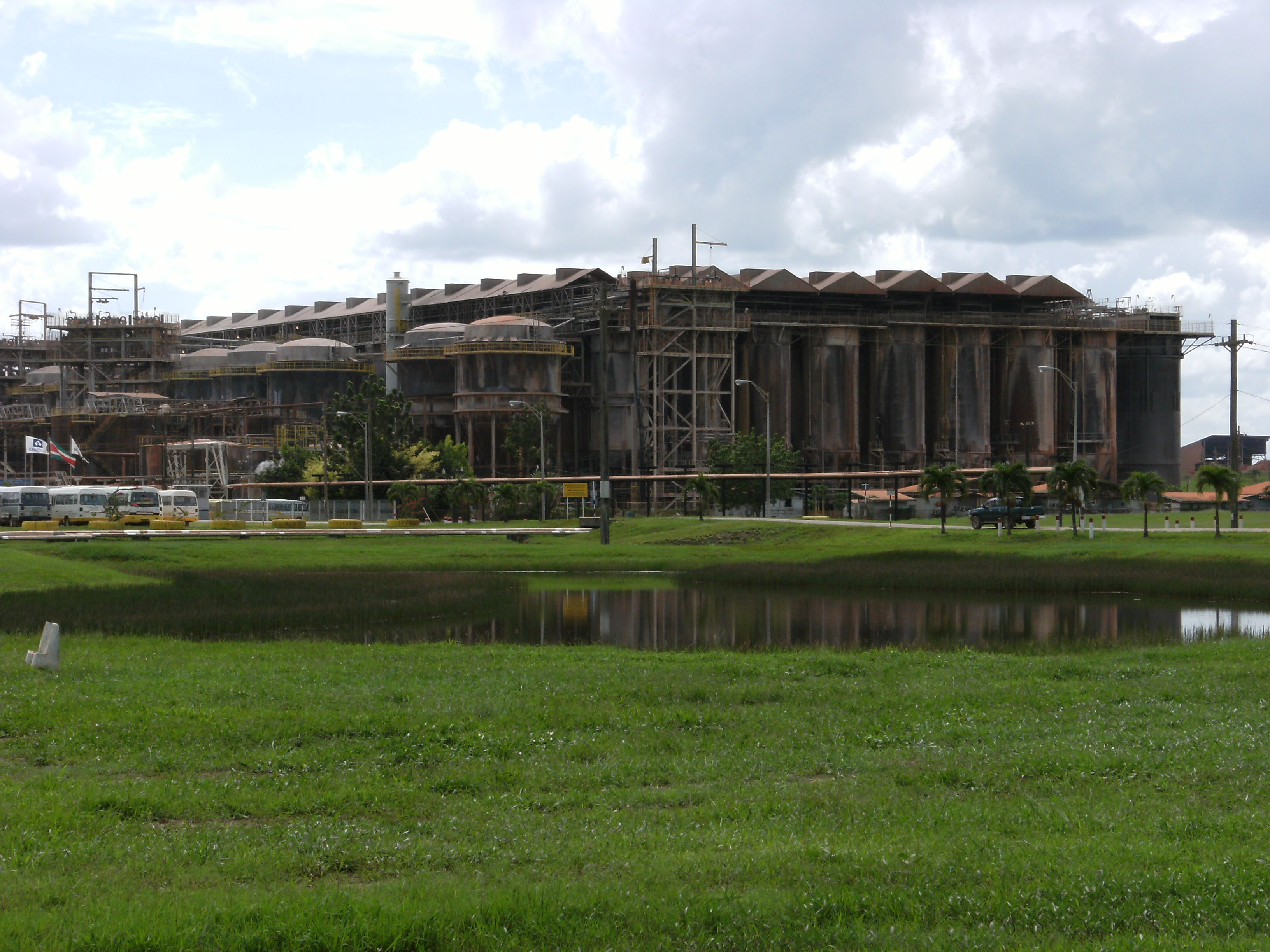
Raffinerie de bauxite Suralco dans la ville de Paranam en 2008

La bauxite du Suriname est connue depuis 1915 et son exportation remonte à 1922, avec le début de son exploitation par l'entreprise américaine Alcoa. La production de Suriname était de 280 000 tonnes, en moyenne, avant 1939, et elle atteignait 2 699 000 tonnes en 1951, soit huit fois plus, puis 3 421 000 en 1954 et 3 377 000 en 1957. Le caractère stratégique de cette ressource a permis au Suriname de bénéficier de la protection des États-Unis pendant la Seconde guerre mondiale, et d'attirer des investissements de grandes compagnies comme Shell, BHP Billiton, et Alcoa.
Le barrage d'Afobaka a été construit entre 1961 et 1964 sur le fleuve Suriname pour fournir l'énergie nécessaire à l'électrolyse pour la production d'aluminium à partir de la bauxite à la raffinerie d’alumine Suralco, gérée par Alcoa, en activité de 1965 a 2017.

### L'or
Une importante mine d'or, la mine de Rosebel, est exploitée depuis 2004 par la compagnie canadienne Iamgold dans le district de Brokopondo, dans le nord-est du Suriname. La concession minière couvre 170 kilomètres carrés, et avait produit fin 2016 près de 4,4 millions d'onces d'or. 

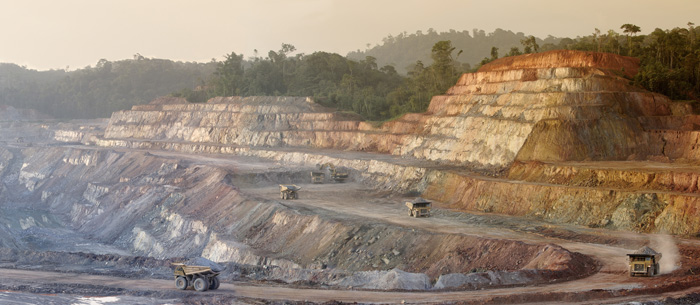
Mine de Rosebel au Suriname

En juin 2020, la compagnie Iamgold décide de suspendre l'exploitation de cette mine en raison de la pandémie de Covid-19.
Une autre mine d'or, la mine « Merian », est exploitée depuis 2016 près de la frontière guyanaise par la compagnie Newmont Mining.
La production d'or atteint en 2020 moins de 30 tonnes, classant le Suriname au 27e rang mondial.

### Le fer
Dans une moindre mesure par rapport à d’autre minerais, le Suriname produit aussi du fer.

### Les hydrocarbures
En janvier 2020, les compagnies pétrolières françaises et américaines Total et Apache annoncent avoir fait une découverte majeure de pétrole et gaz au large des côtes du Suriname. En septembre 2020, le secrétaire d'État américain Mike Pompeo se rend au Suriname pour discuter du potentiel pétrolier du pays, rencontre et félicite le nouveau président Chan Santokhi, et vante les entreprises américaines face à la concurrence chinoise pour exploiter les ressources naturelles du pays.

## Impacts économiques et sociaux
L’économie du Suriname repose principalement sur l’industrie des ressources naturelles, mais moins de 10 % du revenu national provient de l’exportation de produits agricoles, tels les bananes, le riz, le bois d’œuvre, les agrumes, les crevettes et les poissons.
Le secteur minier emploie directement plus de 3 000 des 144 000 actifs au Suriname, sur une population de près de 600 000 habitants. Les métaux et les minéraux représentent 85 % des revenus d’exportation et 27 % du PIB, et les revenus tirés de l’exploitation aurifère ont pratiquement doublé depuis 2017.
La fermeture de la raffinerie d’alumine Suralco en 2017 a plongé le pays dans la récession, mais les découvertes d'or dans les années 2000 et 2010, et d’hydrocarbures à la fin des années 2010 représentent un important potentiel de croissance.